# امگرند
امگرند (انگلیسی: Emgrand) شرکت خودروسازی چینی است، که در سال ۲۰۰۵ تأسیس شد.